# Munawir Sjadzali
H. Munawir Sjadzali (* 7. November 1925 in Kabupaten Klaten, Jawa Tengah; † 23. Juli 2004 in Jakarta) war ein indonesischer Politiker und Diplomat, der unter anderem zwischen 1976 und 1980 Botschafter in Kuwait, den Vereinigten Arabischen Emiraten, Bahrain und Katar sowie von 1983 bis 1993 Religionsminister war.

## Leben
Sjadzali besuchte verschiedenen Religionsschulen wie die Madrasah Thanawiyah Al-Islam, die Pesantren Membaul Ulum und die Sekolah Tinggi Islam Mambaul Ulum in Surakarta, die er 1943 abschloss. Im Anschluss wurde er 1944 Lehrer in Unguran in Jawa Tengah und nahm im Anschluss als Verbindungsoffizier in Salatiga am Indonesischen Unabhängigkeitskrieg teil. Nach der Unabhängigkeit von den Niederlanden am 27. Dezember 1949 trat er in den diplomatischen Dienst des Außenministeriums und wurde 1950 Mitarbeiter der Abteilung Arabien, Naher Osten und Mittlerer Osten. Nachdem er zwischenzeitlich einen Studiengang für Internationale Politik an der University of Exeter absolviert hatte, war er zwischen 1956 und 1959 Attaché und Dritter Sekretär an der Botschaft in den USA. Anschließend absolvierte er ein postgraduales Studium im Politische Philosophie an der Georgetown University, das er mit einem Master of Arts (M.A.) mit der Studienabschlussarbeit Indonesia’s Moslem Parties and Their Political Concepts abschloss.
Nach seiner Rückkehr fungierte Sjadzali von 1959 bis 1963 als Leiter der Nordamerika-Abteilung des Außenministeriums sowie zwischen 1963 und 1965 zunächst als Erster Sekretär und daraufhin von 1965 bis 1968 als Geschäftsträger an der Botschaft in Ceylon. Nach einer kurzzeitigen Tätigkeit zwischen 1969 und 1970 als Leiter des Verwaltungsbüros des Generalsekretariat des Außenministeriums, war er von 1971 bis 1974 an der Botschaft im Vereinigten Königreich sowie im Anschluss zwischen 1975 und 1976 als Leiter der Abteilung für Presse- und Öffentlichkeitsarbeit des Außenministeriums tätig. 1976 wurde er Außerordentlicher und Bevollmächtigter Botschafter in Kuwait, den Vereinigten Arabischen Emiraten, Bahrain und Katar und verblieb auf diesem Posten bis zu seiner Ablösung durch R. Sajogo 1983, woraufhin er selbst von 1980 bis 1983 Generaldirektor für Politische Angelegenheiten des Außenministeriums war.
Am 19. März 1983 löste er Alamsjah Ratoe Perwiranegara als Religionsminister (Menteri Agama) in der vierten Regierung (Kebinet Pembangunan IV) von Präsident Suharto und bekleidete dieses Amt vom 23. März 1988 bis zum 19. März 1993 auch in der fünften Regierung (Kebinet Pembangunan V) von Präsident Suharto, woraufhin Tarmizi Taher seine Nachfolge antrat.
Zuletzt war Sjadzali zwischen 1993 und 1998 sowohl Mitglied des Obersten Beirates (Dewan Pertimbangan Agung), einem verfassungsmäßigen Beratungsgremiums des Präsidenten, als auch Vorsitzender der Nationalen Menschenrechtskommission (Komisi Nasional Hak Asasi Manusia).